# 에스토니아 축구 협회
에스토니아 축구 협회(EJL; 에스토니아어: Eesti Jalgpalli Liit)는 에스토니아의 축구, 풋살, 비치사커를 관장하는 기구로, 1921년 12월 14일에 설립되었다. 또한 메이스트릴리가, 에스토니아 컵 등 축구 리그, 컵도 운영하고 있으며, 에스토니아 축구 국가대표팀을 관리하고 있다. 본부는 에스토니아의 수도 탈린에 있으며 FIFA에는 1923년 가입했지만 소련의 합방으로 해체되었다가 에스토니아의 독립 후 1992년에 다시 회원 자격이 복구되었다.